# Yamakasi (film)
Yamakasi (franska: Yamakasi - Les samouraï des temps modernes) är en fransk-spansk långfilm från 2001 i regi av Ariel Zeitounoch Julien Seri, med Châu Belle Dinh, Williams Belle, Malik Diouf och Yann Hnautra.

## Handling
Yamakasi, "de nya samurajerna", ska hjälpa en liten kille som försökt härma yamakasikillarna men misslyckats och hamnat på intensiven på grund av hjärtproblem. Yamakasikillarna känner sig skyldiga och försöker göra allt för att betala ett nytt hjärta. Deras kunskaper i parkour kommer väl till plats.

## Rollista
| Châu Belle Dinh       | – Les Yamakasi - Baseball (Oliver Chen)      |
| Williams Belle        | – Les Yamakasi - L'Araignée (Bruno Duris)    |
| Malik Diouf           | – Les Yamakasi - La Belette (Malik N'Diaye)  |
| Yann Hnautra          | – Les Yamakasi - Zicmu (Ousmane Dadjacan)    |
| Guylain N'Guba-Boyeke | – Les Yamakasi - Rocket (Abdou N'Goto)       |
| Charles Perrière      | – Les Yamakasi - Sitting Bull (Ousmane Bana) |
| Laurent Piemontesi    | – Les Yamakasi - Tango (Michel Lucas)        |
| Maher Kamoun          | – Vincent                                    |
| Bruno Flender         | – Michelin                                   |
| Amel Djemel           | – Aila                                       |
| Afida Tahri           | – Fatima                                     |
| Abdelkrim Bahloul     |                                              |
| Nassim Faid           | – Djamel                                     |
| Pascal Léger          | – Commissaire Orsini                         |
| Frédéric Pellegeay    | – Fretin                                     |